# Bolitoglossa ninadormida
Espèce
Bolitoglossa ninadormida est une espèce d'urodèles de la famille des Plethodontidae.

## Répartition
Cette espèce est endémique du département de Huehuetenango au Guatemala. Elle se rencontre vers 3 200 m d'altitude dans la Sierra de los Cuchumatanes.

## Description
La femelle holotype mesure 105,9 mm de longueur totale dont 57,1 mm de longueur standard et 48,8 mm pour la queue. Les 5 spécimens observés lors de la description originale mesurent en moyenne 86,97 mm dont 39,85 mm pour la queue.

## Étymologie
Cette espèce est nommée par latinisation de l'expression niño dormido utilisée pour appeler les salamandres au Guatemala.

## Publication originale
- Campbell, Smith, Streicher, Acevedo & Brodie, 2010 : New salamanders (Caudata: Plethodontidae) from Guatemala, with miscellaneous notes on known species. Miscellaneous Publications, Museum of Zoology University of Michigan, no 200, p. 1-66.